# Соколь, Жольт
Жольт Соколь (венг. Szokol Zsolt; род. 16 марта 1990, Бекешчаба) — венгерский футболист, правый защитник клуба «Ньиредьхаза».

## Клубная карьера
Соколь — воспитанник клуба Бекешчаба 1912. В 2010 году игрок переехал из родного города в столицу, чтобы играть за клуб Высшей лиги Венгрии «Уйпешт». Там он сыграл 56 матчей. Затем 23-летний футболист перешёл в «Ньередьхазу». Там он отыграл 5 сезонов, а после свободным агентом перешёл в клуб «Вашаш». В марте 2019 года он впервые в карьере уехал за пределы Венгрии, подписав контракт с любительским швейцарским клубом «Юнайтед Цюрих». Уже в июле он разорвал этот контракт, вскоре пополнив состав клуба «Шеньо».

## Карьера в сборной
Соколь был постоянным игроком сборной Венгрии по футболу до 21 года. Он сыграл 14 матчей, включая пять матчей квалификации на молодёжное Евро-2011. Тогда сборная заняла 3-е место в отборочной Группе 3.